# Jakub Dominik
Jakub Dominik (* 23. ledna 1981 Ostrava) je český bubeník a klavírista. V kapele Kryštof hraje na bicí a klavír. Má dva sourozence.

## Životopis
Jako dítě chodil na klavír, ale to ho moc nebavilo a učitelka doporučila rodičům, ať ho netrápí. K hudbě se vrátil až na gymnáziu, napřed zkoušel trumpetu, ale vždycky se mu líbily bicí, na které hrál jeho otec. Vystudoval gymnázium a po maturitě začal studovat bicí na Státní konzervatoři v Ostravě.
Před angažmá ve skupině Kryštof měl v Havířově jazzrockovou kapelu, která se jmenovala Šatny ženy a dojížděl do Českého Těšína, kde hrál se Štěpánem Gažíkem jazz.

## Příchod do kapely
V letech 1997–2000 se formuje konečné složení kapely. Jakub Dominik se do kapely dostává zprvu jen na záskok z důvodu vyšší moci (nemoci) bubeníka Jardy Blahuta, ale Kubova hra se ostatním členům natolik líbí, že po psychickém nátlaku spoluhráčů v kapele zůstává.